# Stock Spirits
Stock Spirits Group – jeden z wiodących producentów napojów alkoholowych w Europie. Firma założona w 1884 roku w Trieście we Włoszech oferuje szeroką gamę produktów, w tym wódki, likiery smakowe na bazie wódek, rum, brandy, bitters i limoncello, whisky, gin itp. łączące lokalne i regionalne dziedzictwo z innowacyjnością. Firma oferuje portfolio ponad 70 marek, dostępnych w ponad 50 krajach świata m.in. USA i Kanada.
Do kluczowych marek firmy należą: Stock 84, Żołądkowa Gorzka, Saska, Lubelska, Orkisz, Amundsen, Milhill’s w Polsce, Božkov, Fernet Stock, Pražská, Dynybyl w Czechach i na Słowacji, Limonce’, Keglevich, Grappa Distillerie Franciacorta, Grappa Julia we Włoszech, Chorwacji, Bośni i Hercegowinie, Clan Campbell blended scotch whisky we Francji. Na wybranych rynkach firma dystrybuuje również produkty innych producentów – Diageo, takie jak Baileys, Johnnie Walker, Gordon’s, Zacapa oraz firmy Beam Suntory – Jim Beam, Hibiki Japanese Harmony i Roku Gin.
Od listopada 2021 r. Stock Spirits Group jest własnością funduszu inwestycyjnego CVC.
Przedsiębiorstwo działa w siedmiu krajach europejskich: Polsce, Czechach, Słowacji, Włoszech, Niemczech, Francji, Chorwacji, Bośni i Hercegowinie.

## Historia
Stock Spirits Group powstała w 2008 roku w wyniku fuzji Eckes & Stock i Polmosu Lublin z Polski. Jednak firma ma dziedzictwo, które sięga prawie 140 lat wstecz.
W 1884 roku w Trieście, we Włoszech Lionello Stock, przemysłowiec, biznesmen wraz ze swoim partnerem biznesowym Carlo Camis założył parową destylarnię wina „Distilleria a vapore Camis & Stock”. Głównym produktem firmy był koniak „Medicinal”. W latach dwudziestych XX wieku firma była jedną z największych tego typu w Europie.
W 1920 roku, po upadku monarchii austro-węgierskiej, Stock kupił gorzelnię w Pilźnie Božkov. W 1927 roku rozpoczęła się produkcja Fernet Stock – marki również obecnie popularej w Czechach i na Słowacji.
Przez lata Stock rozwijał swoją działalność i posiadał sieć destylarni, rozlewni i dojrzewalni we Włoszech, Austrii, Polsce, na Węgrzech i w Chorwacji. W 1939 roku założył oddział w Nowym Jorku, USA.
W 1948 roku firma Camis & Stock została znacjonalizowana i włączona do fabryk Associated Distilleries and Vinegar w Pradze.
W 1971 roku uruchomiono dwa nowe zakłady – jeden w Trieście i drugi w Portogruaro we Włoszech. W tym czasie firma posiadała 21 fabryk z czego 8 zlokalizowanych było we Włoszech. W 1985 roku Stock posiadał 26% włoskiego rynku brendy, jednak kryzys na światowym rynku wymusił dywersyfikację portfolio i firma rozpoczęła produkcję wina musującego Duca d’Alba, owocowej wódki Keglevich oraz likieru Limoncè – dwie ostatnie marki nadal obecne w portfolio. W 1991 Camis & Stock stał się samodzielną spółką akcyjną.
W 1995 roku firma Eckes zakupiła Camis & Stock. Eckes & Stock GmbH stał się jednym z wiodących producentów markowych alkoholi w Niemczech, Austrii, Słowacji, Czechach i we Włoszech, z portfolio marek takich jak: Chantré, Mariacron, Grappa Julia i Stroh Inländer Rum. W 2007 roku firma została przejęta przez amerykański fundusz inwestycyjny Oaktree Capital Management.
W kwietniu 2012 przeniesiono produkcję z Triestu do Czech.

### Historia Stock Pilzno – Božkov
W 1920 roku Lionello Stock kupił istniejącą destylarnię w Božkovie i utworzył spółkę zależną o nazwie Stock Cognac Medicinal. Początkowo produkty były transportowane z Triestu do Božkova i tam butelkowane. W tym czasie firma zatrudniała około 15 pracowników fizycznych, czterech urzędników, głównego referenta i dyrektora. Dostawy z Triestu zakończono, a zakład zaczął działać samodzielnie. Działalność firmy Stock Cognac Medicinal H. Planner Božkov u Plzně szybko się rozwijała, a dzięki wysokiej jakości produktów firma cieszyła się coraz rosnącą liczbą konsumentów.
Chociaż gorzelnia Lionello Stock w Pilźnie odnotowała w 1929 roku bardzo dobre wyniki, została mocno dotknięta kryzysem gospodarczym, który ogarnął świat w latach trzydziestych. W 1939 r. został zajęty przez hitlerowców, by po wojnie przejść pod zarząd państwowy. W 1947 roku został na krótko zwrócony włoskiemu właścicielowi. Fabryka w Božkovie została znacjonalizowana w 1948 roku, podobnie jak większość firm w ówczesnej Czechosłowacji.
Po rewolucji i podziale Czechosłowacji zakład w Božkovie stał się samodzielną spółką akcyjną i zaczął inwestować w produkcję, zwiększając również produkcję marki Fernet Stock, która cieszyła się popularnością już w latach sześciesiątych i siedemdziesiątych. W 1993 r. większościowym udziałowcem destylarni został Stock Trieste. Dwa lata później firma stała się częścią Grupy Eckes, największego producenta napojów spirytusowych i soków owocowych w Europie.
W 1997 roku Stock Plzeň wprowadził na rynek Fernet Stock Citrus, który w ciągu dwóch lat stał się drugim najpopularniejszym czeskim napojem alkoholowym, a Fernet Stock był numerem jeden. Inne popularne i nowe ówczas marki to: Magister, wódka Amundsen i jej różne niskoalkoholowe smaki oraz Slivovice Stock z legendarnej gorzelni Prádlo w pobliżu miasta Nepomuk.
Pod koniec 2007 roku firma Stock Plzeň została przejęta przez Oaktree Capital Management i skonsolidowana w międzynarodowy biznes, jakim jest dzisiaj Stock Spirits Group.
Dziś Stock Plzeň-Božkov, część Stock Spirits Group, jest liderem na czeskim rynku, oferującym konsumentom tradycyjne i popularne marki alkoholi od ponad 100 lat. Portfolio firmy obejmuje ponad 120 marek, obejmujące produkty marki Božkov, wódki Fernet Stock, Amundsen i wódki Praga. W czerwcu 2019 Stock Plzeň-Božkov kupił Bartida Company, i obecnie w swoim portfolio posiada również markę Bartida Original oraz markę dystrybucji rumu Legendario Cuban. Od marca 2021 Stock Plzeň-Božkov dystrybuuje marki premium i luksusowe swojego partnera Diageo.

### Historia Polmosu Lublin
Pierwszy w Lublinie zakład „Rektyfikacja Lubelska”, późniejszy Polmos Lublin został założony w 1906 roku przez znanego lubelskiego przemysłowca Emila Plage. Po II wojnie światowej, na fali nacjonalizacji prywatnego biznesu w Polsce, został on przejęty przez Państwowy Monopol Spirytusowy w 1951 roku.
Przemysłem spirytusowym zarządzał Państwowy Monopol Spirytusowy, który w 1949 r. został przekształcony w Centralny Zarząd Przemysłu Spirytusowego, w 1959 r. w Związek Przemysłu Spirytusowego i Drożdżowego „Polmos”, a w 1972 r. w Państwowe Przedsiębiorstwo Przemysłu Spirytusowego „Polmos”.
Stopniowe zmiany i reorganizacja przedsiębiorstwa na przestrzeni lat doprowadziły do przekształcenia go w 1998 roku w spółkę akcyjną z udziałem Skarbu Państwa, a następnie sprywatyzowania. W 1950 roku powstała flagowa marka – Żołądkowa Gorzka – do dziś jedna z wiodących marek wódek w Polsce.
W wyniku przemian politycznych i gospodarczych w Polsce, po 1989 roku większość spółek Polmosu znalazła się w rękach kapitału zagranicznego lub prywatnych inwestorów.

### Powstanie Stock Spirits Group
W 2001 roku Polmos został sprywatyzowany przez polski rząd, a w 2006 roku Polmos Lublin został przejęty przez Oaktree Capital Management. Rok później, w 2007 roku, Oaktree Capital Management przejęło firmę Eckes & Stock i jej działalność w Czechach, Włoszech, Słowenii, Austrii i USA. W 2008 roku Polmos Lublin i Eckes & Stock połączyły się w Stock Spirits Group, stając się jednym z wiodących producentów napojów alkoholowych w Polsce.
W 2009 roku Stock Spirits Group założył własne firmy dystrybucyjne w Chorwacji, Bośni i Hercegowinie. W tym samym roku Żołądkowa de Luxe i 1906 wódka zostały uznane za najszybciej rozwijające się marki wódek na świecie, a w 2010 wódka Lubelska. W 2012 roku Grupa Stock Spirits sfinalizowała przejęcie słowackiej spółki Imperator Ltd z siedzibą w Drietomie na Słowacji, znacząco wzmacniając swoją pozycję na słowackim rynku wyrobów spirytusowych. W tym samym roku Stock przejął Novel Ferm, firmę zajmującą się produkcją wysokiej jakości etanolu, zlokalizowaną w pobliżu Rostocku w północno-wschodnich Niemczech – po przejęciu została przemianowana na Baltic Distillery.
Od 2013 roku Stock Spirits Group była notowana na London Stock Exchange. W tym samym roku podpisano umowy dystrybucyjne z firmą Diageo na Czechy oraz z firmą Beam Suntory na Polskę, Chorwację i Bośnię. W tym samym roku zakończono inwestycję w zakład produkcyjny dla Stock Spirits Polska o wartości 3 mln Euro.
Rok 2014 to 130-lecie grupy Stock Spirits, które uczczono premierą Special Edition Stock Prestige. W 2015 roku oddano do użytku nowe centrum logistyczne w Lublinie. Rok później, w 2016 roku, nastąpiło przejęcie trzech marek – wódki Nordic Ice, wódki Pražská i ginu Dynybyl od Bohemia Sekt s.r.o. co wzmocniło pozycję firmy w Czechach.
W listopadzie 2021 roku Stock Spiritus został przejęty przez fundusz inwestycyjny CVC, firma została wycofana z giełd w Londynie i Pradze i stała się prywatna.

## Marki
- Wódka: Keglevich, Żołądkowa Gorzka, Lubelska, Żołądkowa De Luxe, Stock Prestige Vodka, Orkisz, Amundsen, Božkov, Pražská, Golden L’adova, Saska, Ogiński, Biały Bocian, Żytnia
- Whisky: Dubliner
- Brandy: STOCK 84 Brandy
- Gin: Dynybyl, Millhill’s,
- Tequila: Salitos, Sauza
- Rum: Božkov Republica
- Grappa: Grappa Distillerie Franciacorta, Grappa Julia
- Limoncello: Limonce’
- Wino: Stock Prosecco Treviso,
- Likier: Fernet Stock